# Manfredo I Pio
Manfredo I Pio fou vicari imperial de Mòdena el 25 de desembre de 1329 i fins al 1336 quan va renunciar i se li va reconèixer els feus de Carpi (17 d'abril de 1336) que havia comprat el 1319, i de San Marino. Es va casar amb Franchina Brocchi i va tenir al seu successor Galasso I Pio i dues filles (Agnese i una de nom desconegut). Va morir a Carpi el 12 de setembre de 1348.